# 奇人たちの晩餐会
『奇人たちの晩餐会』（きじんたちのばんさんかい、原題：Le Dîner de cons、英題：The Dinner Game）は、1998年のフランスのコメディ映画。1999年のセザール賞で脚本賞、主演男優賞、助演男優賞を受賞した。
フランシス・ヴェベールの同名舞台劇を原作としており、ヴェベールは今作でも監督を務める。なお、原作となった舞台作品は日本でも『おばかさんの夕食会』の題名で1999年と2001年に上演された。

## ストーリー
パリに住む出版社社長のピエールは、毎週友人たちとディナーを取ることを習慣としていた。しかし、そのディナーは単なる食事ではなく、仲間内では「奇人たち（バカ）の晩餐会」と呼ばれていた。それは、毎回メンバーがこれはと思うゲストを一人ずつ連れてきて、その奇人変人ぶりを皆で笑うという悪趣味なものであった。
今回ピエールが選んだゲストは、税務局に勤めるフランソワ・ピニョン。ピニョンはマッチ棒で模型を作るのに熱中している変人であった。しかし、ピエールはディナーの直前に腰を痛めてしまい、喧嘩をした妻クリスティーヌにも去られてしまう。仕方なくディナーをキャンセルしようとするが、その前にピニョンがアパートに現れる。
ピニョンは腰を痛めたピエールのために、ピエールの電話を使ってかかりつけの医師ソルビエを呼ぼうとするが、電話に貼ってあった番号メモを一行読み間違えて、ピエールの愛人マルレーヌ・サスールに電話してしまう。彼女の苗字サスールから妹（sa sœur）と勘違いした彼は、ピエールの容態をすっかり話してしまい、マルレーヌはピエールの部屋にくることになってしまう。
怒ったピエールはピニョンを家から追い出すが、ピニョンが玄関を出たところで妻クリスティーヌが戻って来る。それをマルレーヌと勘違いしたピニョンは、悪態をついてクリスティーヌを追い返してしまう。一方クリスティーヌの居場所がわからないピエールは、クリスティーヌの元恋人で作家のジュスト・ルブランのところへ行ったと思い込む。ピニョンがうまくやるからといってベルギーの放送プロデューサーを装って電話するが、連絡先を聞かれてピエールの電話機に書いてある番号を答えてしまう。
果たしてピエールの企みはすぐにばれ、ジュストはピエールの部屋にやってくる。遅れてマルレーヌもやってくるが、やっとそこでクリスティーヌとマルレーヌを勘違いしたことがわかったピニョンは「ああこれが色情狂のマルレーヌね」と本人の前で口にし、マルレーヌも呆れて出て行ってしまう。ジュストの意見でクリスティーヌは女好きのパスカル・ムノーの家に行ったのではないかと言い出す。
ピニョンは「ムノーなら知っている、税務署の同僚が査察してるから」と言って、査察官のルシアン・シュヴァルに電話する。だが、あいにくその時はサッカーのパリ・サンジェルマン対オランピック・ドゥ・マルセイユ戦の真っ最中だった。PSGファンのピニョンはOMファンのシュヴァルにやり込められた挙句、電話番号を聞きだせずじまいだった。結局、ハーフタイムからビデオを撮ってここで一緒に見ようと提案する。
おかげでピエールは腰痛にもかかわらず、査察逃れのために高い絵画を全て外して隠し、高いワインに酢を混ぜて安く見せかける工作をする羽目になる。そうしているうちに査察官シュヴァルがやってきてすぐに壁の釘の跡を怪しむが、何とかムノーの番号を聞き出してピニョンが電話する。ムノーは予想通り浮気の真っ最中だったが、相手はクリスティーヌではなくシュヴァルの妻だった。
シュヴァルは消沈して去り、ジュストも帰宅する。そこに警察から電話が入り、クリスティーヌが交通事故で病院に運び込まれたと連絡が入る。一旦電話を切り、もう一度電話が鳴るが、ピエールは電話に出るのをためらう。ピニョンが出るが、それはクリスティーヌではなくマルレーヌだった。マルレーヌは「バカの晩餐会」の件をピニョンに話し、ようやくピニョンは自分が笑い者にされていたことに気づく。ピニョンは一計を案じ、病院の緊急病棟宛に電話してソルビエ医師だと名乗り、クリスティーヌに電話をつながせる。「私はソルビエ医師ではない。あなたのご主人にバカ者呼ばわりされて晩餐会に呼び出されたものだ」と名乗る。クリスティーヌは「主人がそばにいるのでは？」と訝るが、ピニョンは「公衆電話からかけている。あなたのご主人は今日人生の大掃除をした。旧友とも仲直りし、浮気相手ともケリをつけ、査察官とも対決した。彼はあなたのことを反省している。あなたも奥さんならどうか考え直してあげてくれ」と大演説を打った。
クリスティーヌは心を打たれ、電話を切る。ところが続けて彼女がピエールの部屋にかけてきた電話をピニョンが取ってしまい、結局最後は全てが台無しになってしまう。

## キャスト
※括弧内は日本語吹替
フランソワ・ピニョン
演 - ジャック・ヴィルレ（緒方賢一）
税務局勤めの変わり者。
ピエール・ブロシャン
演 - ティエリー・レルミット（納谷六朗）
金持ちでプレイボーイの出版社社長。
ジュスト・ルブラン
演 - フランシス・ユステール（水野龍司）
作家。ピエールの妻の元恋人。名前は「ちょうど空白」の意味。
ルシアン・シュヴァル
演 - ダニエル・プレヴォスト（青野武）
ピニョンの同僚。優秀な査察官だが変人。
クリスティーヌ・ブロシャン
演 - アレクサンドラ・ヴァンダヌート（山崎美貴）
ピエールの妻。
マルレーヌ・サスール
演 - カトリーヌ・フロ（翔香）
ピエールの愛人。色情狂。
コルディエ
演 - エドガー・ジヴリー（中田雅之）
ピエールの仲間。偶然知り合ったピニョンをピエールに紹介。
ソルビエ
演 - クリスチャン・ペレイラ（塚田正昭）
ピエールのかかりつけの医師。
パスカル・ムノー
演 - ダニエル・ルッソ（楠見尚己）
女好き。シュヴァルの査察を受けている。